# Klyderne
Klyderne var en musikalsk trio der bestod af Jesper Klein, Jess Ingerslev, og Tom McEwan. Lejlighedsvis blev trioen suppleret af Lykke Nielsen, selvom hun ikke var officielt medlem.

## Oprindelse
Klyderne opstod i 1976 da der skulle laves et ugentligt satireprogram til Ungdomsredaktionen på Danmarks Radio. Jesper Klein havde tidligere lavet satire i fjernsynet, så han blev udvalgt til at sammensætte programmet. Han kendte Tom McEwan og Jess Ingerslev, og da de både var skuespillere og musikere, gav det mulighed for både komik og musikalske indslag. 
Programmet kom til at hedde "Kaptajn Klydes flimmercirkus". Baggrunden for navnet var at Jesper Kleins familie privat havde øgenavnet "Klyderne", og Jesper selv kaldtes "Kaptajnen" grundet hans begrænsede evner som lystsejler. "Flimmercirkus" var inspireret af "Monty Python's Flying Circus".
Programmet blev en succes, og snart optrådte gruppen også uden for fjernsynet. Dog blev navnet ændret til "Klyderne", og i numre hvor de spillede som orkester kaldte de sig ofte "Svend Erik Kedeligs kvartet - 1". Se Jesper Klein forklare navnets oprindelse https://www.youtube.com/watch?v=PczM2mLIhA4

## Repertoire
Jesper Klein fungerede som leder af gruppen, men i modsætning til f.eks. Linie 3 var der ikke en "hvid klovn og to Auguster" rollefordeling - de spillede på samme side. Musikken var som regel gamle klassikere, der blev forsynet med en ny morsom dansk tekst. Gruppen var ikke kendt som de store parodister, men ofte blev aktuelle emner taget op, og givet en absurd drejning. Man parodierede med andre ord fænomener mere end man parodierede personer. 
Eksempler på dette kan være:
- "Disko-Tango" bliver til "Disko-Tango-Vals" - for det er jo ikke nok bare at blande to stilarter. Der skal mere til
- "Kæphestescenen" er et nummer hvor en gruppe Klampenborg-borgere ikke bare har kæpheste (altså mærkesager) - de rider på kæpheste.
- "Opera" - inspireret af TV-fiaskoen Den otteøjede Skorpion. Her laver trioen en opera om til en retssag, i stedet for omvendt som i TV-serien.
- "Je t'aime", det berømte erotiske Serge Gainsbourg nummer, hvor de stønnende lyde nu bliver lavet med en utæt harmonika af mærket Hohner.

## Diskografi
Alle gruppens plader var liveoptagelser fra de forestillinger de satte op:
- Kaptajn Klyde på brædderne (1978)
- Kaptajn Klyde i sneen - 2. del (1979)
- Kaptajn Klyde på scenekanten - 4.del (1980)
- Klydernes sidste: Muh i Cowboyteatret (1982)

## Filmografi
- Vil du i verden frem (1979) - rekrutteringsfilm produceret for DSB
- Kaptajn Klyde og hans venner vender tilbage (1980)

## Medlemmer
- Jesper Klein - sang, Klaver, Kontrabas, Trompet, med mere.
- Jess Ingerslev - sang, Guitar, Ukulele, El-bas
- Tom McEwan - sang, Trommer, percussion
- Lykke Nielsen - sang (ikke fast medlem, men medvirkede ofte)